# Taça de Angola de Hóquei em Patins

## Taça de Angola
A Taça de Angola é a segunda maior competição de Hóquei Patins em Angola, e é disputada por todos os clubes Angolanos.

### Vencedores
| Ano  | Campeão                   | Finalista                 | Res.          |
| ---- | ------------------------- | ------------------------- | ------------- |
| 2017 | Académica de Luanda       | Atlético Petróleos Luanda | 9 - 2         |
| 2016 | Académica de Luanda       | Atlético Petróleos Luanda | 6 - 1         |
| 2015 | Académica de Luanda       | 1º Agosto                 | 5 - 4         |
| 2014 | Académica de Luanda       | Atlético Petróleos Luanda | 5 - 1 / 4 - 2 |
| 2013 | GD Juventude Viana        | Atlético Petróleos Luanda | 3 - 0 / 4 - 2 |
| 2012 | Atlético Petróleos Luanda | GD Juventude Viana        | 3 - 2 / 1 - 1 |
| 2011 | GD Juventude Viana        | Atlético Petróleos Luanda | 2 - 1 / 4 - 0 |
| 2010 | GD Juventude Viana        | Atlético Petróleos Luanda | 4 - 4 / 5 - 1 |
| 2009 | GD Juventude Viana        | Atlético Petróleos Luanda | 4 - 2 / 8 - 2 |
| 2008 | GD Juventude Viana        | Atlético Petróleos Luanda | 5 - 3         |
| 2007 | GD Juventude Viana        | Atlético Petróleos Luanda | 3 - 1         |
| 2006 | Atlético Petróleos Luanda | Juventude de Viana        | 3 - 2         |
| 2005 | Grupo Desportivo da Banca | Juventude de Viana        | 1 - 0         |
| 2004 | Atlético Petróleos Luanda | Juventude de Viana        | 4 - 3         |
| 2003 | ENAMA Viana               | Atlético Petróleos Luanda | 2 - 1         |

### Número de campeonatos por Clube
| Clube                     | Campeonatos |
| ------------------------- | ----------- |
| Juventude de Viana        | 6           |
| Académica de Luanda       | 4           |
| Atlético Petróleos Luanda | 2           |
| ENAMA Viana               | 2           |
| Grupo Desportivo da Banca | 1           |
| TOTAL                     | 15          |

## Ligações Externas

### Sítios Angolanos
- Federação Angolana de Hóquei Patins
- Petro de Luanda
- Primeiro de Agosto

- ANGOP, Angência Angola Press com atualidade do Hóquei Patins neste País

### Internacional
- Ligações ao Hóquei em todo o Mundo
- Mundook-Actualidade Mundial do Hóquei Patinado (em Português)
- Cumhoquei-Actualidade Mundial do Hóquei Patinado (em Português)